# Demky
Demky (ukr. Демки) – wieś na Ukrainie, w obwodzie czerkaskim, w rejonie złotonoskim, w hromadzie Szramkiwka. W 2001 liczyła 951 mieszkańców, spośród których 935 wskazało jako ojczysty język ukraiński, 15 rosyjski, a 1 mołdawski.